# Eustichia longirostris
Eustichia longirostris là một loài rêu trong họ Eustichiaceae. Loài này được Brid. Brid. mô tả khoa học đầu tiên năm 1827.